# Zeulenroda-Triebes
Zeulenroda-Triebes este un oraș din Turingia, Germania. În 2005 avea o populație de circa 17,500 locuitori.

## Istorie
Până la reunificarea Germaniei din 1990, Zeulenroda-Triebes a făcut parte din Germania de Est.

## Orașe gemene
- Giengen an der Brenz, Germania